# شارلوت فروغنر
شارلوت فروغنر (من مواليد 9 أبريل 1981) ممثلة نرويجية اشتهرت خارج النرويج بدورها في فيلم الزومبي النرويجي ثلج ميت، عملت في المسرح النرويجي في أوسلو منذ عام 2004 حيث ظهرت في عدد من الإنتاجات ومثلت في التلفزيون النرويجي.

## روابط خارجية
- شارلوت فروغنر في قاعدة بيانات الأفلام على الإنترنت